# Carl Levy
Carl Edvard Marius (tidligere Moritz Marcus) Levy (født 8. september 1808 i København, død 30. december 1865 sammesteds) var en dansk fødselshjælper.
Levy var af jødisk slægt men lod sig døbe 30. november 1838 i Trinitatis Kirke, hvilket på den tid gjorde det lettere for ham at avancere i det danske samfund, selvom det ikke længere formelt set var et krav at være af kristen tro. Han tog medicinsk og derefter kirurgisk eksamen i 1831, licentiatgraden med afhandlingen De balneis russicis i 1832 og doktorgraden i 1833 med disputatsen De sympodia seu monstrositate sireni-formi.
Han rejste derefter udenlands i tre år for at studere fødselsvidenskab, blev lektor i dette fag i 1840, ekstraordinær professor 1841, ordentlig professor 1850 og overakkuchør ved Fødselsstiftelsen. Denne hjemsøgtes i Levys tid af en række barselsfeberepidemier og måtte gentagne gange lukkes, og Levy forstod ikke at bekæmpe dem på rationel måde, skønt Ignaz Semmelweis havde givet anvisningen dertil.
Levys litterære arbejder drejer sig om specielle emner eller er lærebøger for jordemødre, anvisninger for unge mødre og lignende. I Universitetsprogrammet for 1856 skrev han en god afhandling om lægen Christian Johan Berger.
Han er begravet på Assistens Kirkegård.